# پلوتارک

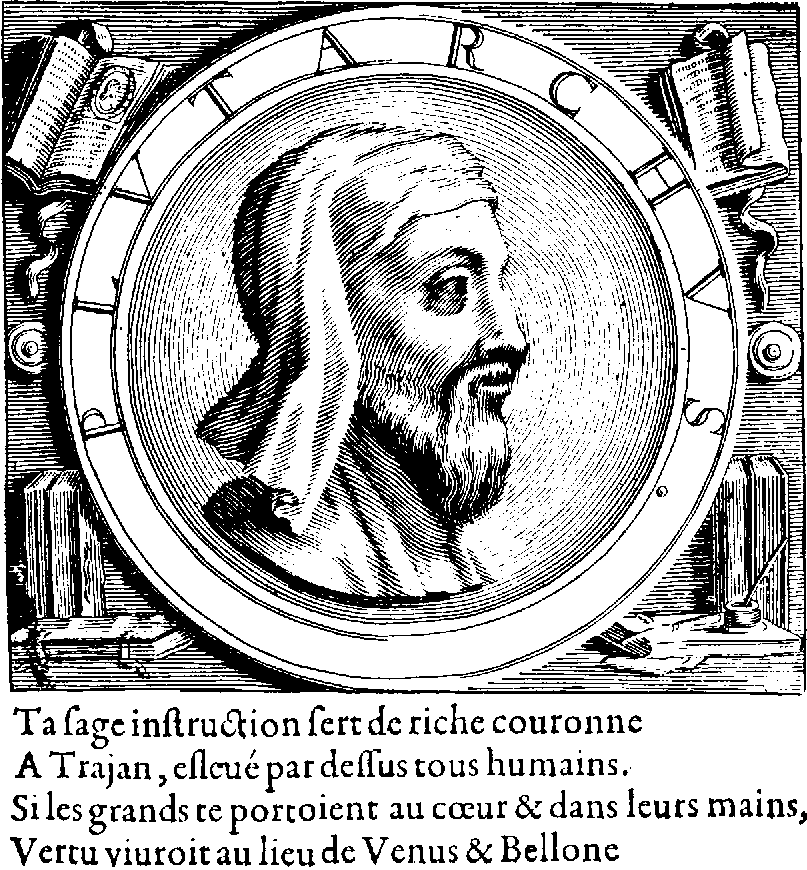
پلوتارک.

پلوتارک یا پلوتارخوس (به یونانی: Πλούταρχος) (حدود ۴۶–۱۲۷ میلادی) از تاریخ‌نگاران، زندگی‌نامه‌نویسان و مقاله‌نویسان یونان باستان بود. نام پدر وی مشخص نیست اما بنا بر داستان‌ها و روایاتی که سینه به سینه نقل شده‌است، احتمالاً نامش نیکاراکوس (به انگلیسی: Nίκαρχoς) بوده‌است. نام پدربزرگش لامپریاس (به یونانی باستان: Λαμπρίας) بوده، همان‌طور که در مورالیا (به یونانی باستان: Ἠθικά) قید شده‌است.
وی در یکی از خانواده‌های مهم شهر خرونه در مرکز یونان به‌دنیا آمد. او در سال ۶۶ میلادی برای دیدار نرون قیصر روم از آتن در این شهر بوده‌است. بعدها در یونان و مصر به سیاحت پرداخت و مدتی در روم زندگی کرد و مورد عنایت تراژان امپراتور روم واقع شد و از جانب او به امارت شهری گماشته شد. پلوتارک سال‌های آخر زندگی خود را در زادگاهش که به رسوم و آداب و مردمانش دلبستگی زیادی داشت، گذراند و در آنجا مدرسه‌ای افتتاح کرد و حلقهٔ درس داشت.
اولین مورخی که نامی از پلوتارک برده «سوئیداس :Suidas» است که در ضمن «کتاب لغت» خویش چنین نگاشته‌است: «پلوتارک در سرزمین «بئوسی:Beotie» در شهر «خرونه:Cheronee» در دوران امپراتوری تراژان یا قبل از او پا به عرصهٔ گیتی نهاد. تراژان او را به سمت کنسولی برگزید و به احترام اطلاعات وسیع وی، به نوّابی که به ایالت «ایلیری» از جانب او حکومت می‌کردند، امر صریح داد تا در کلیهٔ امور، رأی پلوتارک را حجت بدانند.

## آثار پلوتارک
در فهرست معروف به لامپیریاس شمارهٔ نوشته‌ها و رسالات پلوتارک ۲۷۷ ذکر شده و گویا این فهرست ناقص و در برخی موارد غیرقابل اعتماد است. از میان کتابهای معروف او می‌توان از رساله در اخلاق، همپرسی‌ها، رساله در موسیقی، فراسکندری، مسایل طبیعی و کتاب ایسیس واوسایریس (ایزیس و اوزیریس) را نام برد.
کتاب بسیار مهم پلوتارک که در سراسر جهان سخت شناخته و معروف است همان سرگذشت‌ها است که تحت عنوان حیات مردان نامی به فارسی نیز ترجمه شده‌است. این کتاب زندگی نامهٔ سرداران و حکام و فرمانروایان و شاهان و قیصران و آزادمردان و نامورانی است که در روزگار کهن به سبب کرداری یا تقوا و فضیلتی مشهور و زبانزد بوده‌اند. پلوتارک به سبب سبک ویژه‌اش در نویسندگی که اغلب شیوهٔ همپرسی افلاطونی را به کار می‌برد و هم چنین به جهت روش و برداشت خاص فلسفی و اخلاقی و سیاستش که در نوشته‌های او منعکس است از دیر باز سخت مورد پسند مردمان بوده و از اقبال خاص و عام برخورداری داشته‌است.
علت این اشتهار آن است که مورخ مذکور، مروّج سبک و روش مخصوصی در تاریخ است که همانا بیان حیات مردان مشهور و مقایسهٔ نکات برجسته و جالب زندگانی آنان با یکدیگر است. غرض مؤلف از انتخاب این شیوهٔ تحریر، که قبل از او هم سابقه داشته‌است، این بوده که برخلاف اغلب مورخان معاصر خود، به ذکر سرگذشت‌ها و فتوحات و حوادث تاریخی اکتفا ننماید بلکه خصوصیات اخلاقی مردانی را که منشأ تحولات بزرگی در دنیای قدیم بوده‌اند به محک آزمایش و نقادی و سنجش بزند و از این طبایع قوی و مردان با اراده که بعضی صاحب فضائل گرانمایه ای بوده و برخی ضعف و انحرافاتی داشته‌اند، نمونه‌های کاملی در تقوا و اراده به‌دست دهد تا این نمونه‌ها، راهنمای نسل‌های آتی باشند.
به عبارت دیگر نیت مؤلف این بوده‌است که از تاریخ گذشتگان، درس عبرت و سرمشقی برای هدایت آیندگان فراهم آورد.
به‌طوری که از فحوای کلام مؤلف در آغاز شرح حیات پریکلس مستفاد می‌شود، نظر مؤلف بیشتر یک نظر اخلاقی بوده، حتی خواسته‌است با ذکر نمونه‌های واقعی و زنده، احساس خواننده را به پیروی از نیات پاک، و مکارم اخلاقی و ورع و عدالت و شجاعت و نیروی ایمان تحریک کند و آزادمنشی و غروری را که در شخصیت‌های تاریخ قدیم وجود داشت و در آغاز دوران مسیحیت در تحت سلطهٔ استبداد و فساد ضعیف و پایمال شده بود، دوباره جان بخشد.
خلاصه آنکه غرضش آن نبود که مانند افلاطون در کتاب جمهوریت، از راه تشکیل جامعهٔ ایدئال و بسط عدالت و تشکیلات صحیح سیاسی، مردم را هدایت و ارشاد کند، بلکه نظرش بیشتر معطوف به اصلاح مردم از راه تهذیب اخلاق و تبعیت از نمونه‌های زنده و قدیمی تاریخ بوده‌است.

## گزارش پلوتارک دربارهٔ آیین و مذهب ایرانیان
گزارش او دربارهٔ آیین ایرانی به‌علت اشتمال بر نکته‌های دقیق و باریک و آگاهیهای خاص دربارهٔ پیشینهٔ کیش زروانی در ایران باختری اهمیت خاصی دارد. پلوتارک در فصلی از رسالهٔ ایزیس و ازیریس به اصول دین، آیین و مراسم و نیز روایات مربوط به رستاخیز در دین ایرانی پرداخته‌است.